# Người Katang

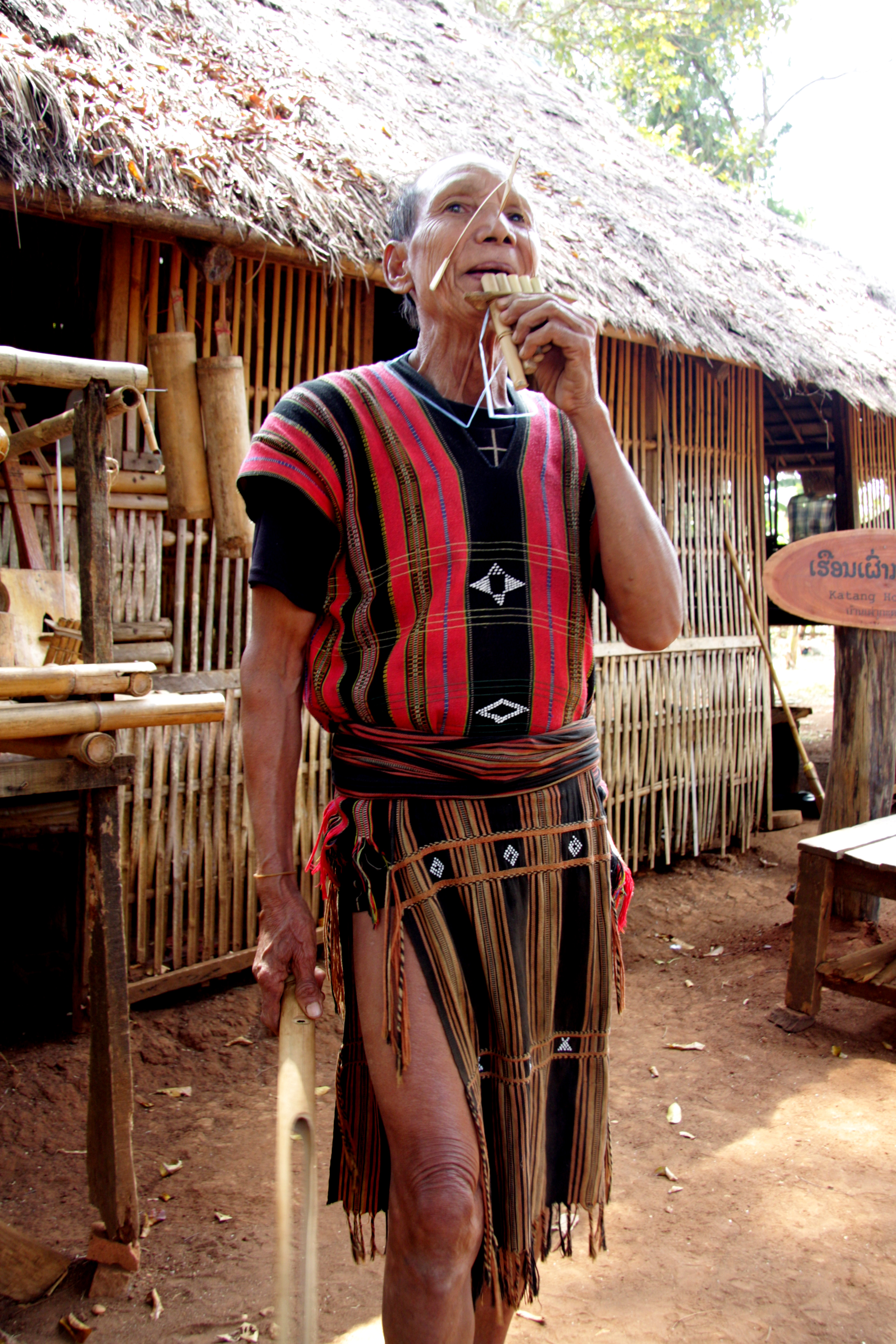
Một cụ ông người Katang mặc áo chui đầu, cổ xẻ và đóng khố

Người Katang hay người Kataang (tiếng Lào: ຊົນເຜົ່າກະຕາງ; phát âm tiếng Lào: [sonpheoa katang]) là một dân tộc chủ yếu sống ở Nam Lào, và một số nơi khác ở Đông Nam Á.
Người Katang nói tiếng Katang, một ngôn ngữ thuộc ngữ chi Cơ Tu (Katuic), ngữ tộc Môn-Khmer của ngữ hệ Nam Á .
Ethnologue và Glottolog đều xếp tiếng Katang vào mục riêng , tuy nhiên nhiều văn liệu coi tiếng Katang là một phương ngữ của tiếng Bru hoặc tiếng Tà Ôi.
Năm 2015, có 144.255 người Katang sống ở Lào, làm cho họ trở thành một trong những phân nhóm lớn nhất của Lào Thơng và là một trong những nhóm sắc tộc vùng cao thực sự lớn nhất trong nước. Hầu hết người Katang sống ở Savannakhet, Saravan và Champasack.
Theo Ethnologue thì người Katang chỉ sống ở Lào. Người Katang Bắc sống tại các tỉnh Saravane (muang Toumlane), và Savannakhet (muang Nong và Phine), có dân số năm 2016 là 65.000 người . Người Katang Nam sống tại các tỉnh Saravane (muang Toumlan), có dân số năm 2016 là 40.000 . Như vậy tổng dân số năm 2016 là 105.000 người.

## Văn hóa
Người Katang là một trong số ít những người Lào Thơng không sống trong nhà sàn hay nhà trên cây cối, mà là những ngôi nhà gỗ dài. Khi một người đàn ông Katang kết hôn với một người phụ nữ, anh ta sẽ thêm một căn phòng vào nhà cho gia đình mới của mình. Một trong những nhà gỗ dài 100 m mà khách du lịch có thể nhìn thấy nó ngay phía bắc của thành phố Saravan.
Một hủ tục truyền thống Katang cũ cho cả nam giới và phụ nữ là xuyên lỗ tai và đặt ống tre vào lỗ. Hủ tục này đã chấm dứt.
Hầu hết người Katang theo tín ngưỡng dân tộc cổ và nhiều người làm điều này cũng theo Phật giáo. Có ít hơn 400 Kitô hữu Katang vì nhiều người sợ đạo Thiên Chúa sẽ mang lại một lời nguyền cho người dân của họ. Người theo Hồi giáo không nhiều, chủ yếu là phụ nữ Katang kết hôn với người nước ngoài Hồi giáo ở Lào.